# تشارلز لي
تشارلز لي (بالإنجليزية: Charles Lee (attorney general))‏ (و. 1758 – 1815 م) هو محام من الولايات المتحدة الأمريكية ولد في مقاطعة ويستمورلاند.
تولى منصب نائب عام الولايات المتحدة (1795-12-10–1801-02-19) .وهو عضو في الحزب الفيدرالي الأمريكي .

## التعليم
تعلم في جامعة برنستون.